# Niklas Teschler
Niklas Teschler (* um 1400, wohl im Bodenseeraum; † Sommer oder Herbst 1485, vermutlich in Wien) war Kaufmann und „Bankier“, außerdem Ratsherr, Bürgermeister der Stadt Wien und Münzmeister. Er gilt als einer der Gegner von Wolfgang Holzer. Als Bürgermeister und Münzmeister gehört er zu den wichtigsten Persönlichkeiten der Stadt Wien im 15. Jahrhundert.

## Herkunft
Seine Familie stammte aus Waldsee (heute: Baden-Württemberg). Niklas Teschler ist bis 1421 in der Reichsstadt Ravensburg nachgewiesen, in deren Patriziat sein Vater Konrad aufgestiegen war. Wohl in den 1420er Jahren ließ er sich in Wien nieder. Dort heiratete er 1434 Anna († 1481), die Tochter des Wiener Bürgers Hans Galnroder und Witwe des Wiener Bürgers Hans Tänhauser des Älteren, die einen Sohn und beachtliches Vermögen in die Ehe mitbrachte. Die Ehe der beiden blieb kinderlos, hielt aber fast 50 Jahre. Sein Stiefsohn Hans Tanhauser der Jüngere heiratete 1450 Barbara, die Tochter des Wiener Münzanwalts und Hubschreibers Jakob Rechwein († 1471/4172). Auch diese Ehe blieb kinderlos.
Niklas Teschlers Wappen zeigt auf einem roten Schild einen gekrönten springenden Wolf auf einem goldenen Dreiberg, der ein Tier im Rachen hält. Es entsteht der Eindruck, der Wolf würde aus dem Helm wachsen.

## Wirtschaftliche Karriere
Teschlers Vermögen begründete sich einerseits durch den Handel (vor allem im Tuchhandel) und andererseits durch den Erwerb von Haus- und Grundbesitz. Bereits gegen Ende des Jahres 1433 konnte er eine Beteiligung am Konsortium der Wiener „Hausgenossen“ erwerben, das mit der Ausführung der Münzprägung im Herzogtum Österreich im Namen des Landesfürsten beauftragt und für den Handel mit Edelmetall zuständig war. Damit gelang es ihm sehr rasch in die wirtschaftliche crème de la crème des Wiener Bürgertums aufzusteigen. In den 1440er Jahren betrieb er gemeinsam mit Angehörigen aus der mit ihm verwandten Familie Muttenhauser eine Handelsgesellschaft. Seine Geschäftskontakte reichten nach Osten (Ungarn) und vor allem in den Westen, bis nach Ravensburg und Ulm. Viele seiner Geschäfte waren Darlehensgschäft und die Übernahme von Bürgschaften.
Unter dem großen Grundbesitz, darunter mehreren Häusern in den Wiener Vorstädten und Weingärten, war vor allem der am Lugeck, einer der wichtigsten wirtschaftlichen Schaltstellen der Stadt Wien, gelegene Regensburger Hof von Bedeutung, der ihm auch als Wohnsitz diente. Teschler hatte ihn 1428 erworben und zu einem Beherbergungs- und einem Gaststättenbetrieb ausbauen lassen. Dort fanden bis zu seinem Tod immer wieder bedeutende öffentliche Veranstaltungen (Gastmähler, Bälle) statt.

## Politische Karriere
Teschlers Vermögensverhältnisse machten es ihm möglich, sich intensiv der Politik zu widmen. Dies brachte ihm Anerkennung und hohe Reputation ein, zog ihn aber in den durch zahlreiche Umstürze und tiefgreifende Wirren geprägten Strudel des politischen Lebens seiner Zeit hinein. Dabei gelang es ihm nicht immer, solche Umstürze und Wirren unbeschadet zu überstehen.
Seit 1437 gehörte Teschler bis zu seinem Tod (mit Unterbrechungen) dem Stadtrat (bzw. der Gemein) von Wien an, wo er unterschiedliche Ämter innehatte. Von 1437 bis 1439, 1446, 1452, von 1454 bis 1455, von 1460 bis 19. August 1462 und wieder von 1468 bis 5. Juni 1485 war er Ratsherr, am 5. Juni 1485 wurde er Stadtanwalt. Außerdem war er von 1443 bis 1445 Stadtrichter, 1447 Stadtkämmerer, 1452 Hansgraf und Studentenrichter, 1453 und von 1456 bis 1457 Bürgermeister von Wien, 1455 Grundbuchsverweser, von 1456 bis 1457 und von 1460 bis 1462 Münzmeister sowie von 1483 bis 1486 Kirchmeister zu Sankt Stephan. In seinen Funktionen musste Teschler zahlreiche Reisen unternehmen, die ihn im städtischen Auftrag bisweilen in weit abgelegene Gebiete, so z. B. nach Prag, Ofen, Preßburg und Graz, führten. 1451/52 nahm er im Gefolge von Friedrich III. an dessen Krönungszug nach Rom teil.
Im Konflikt zwischen Kaiser Friedrich III. und Erzherzog Albrecht VI. stand er loyal zum Kaiser, wofür er schweren körperlichen und finanziellen Schaden hinnehmen musste. Im August 1462 wurde er bei der tumultuösen und gewaltsamen Absetzung des Rates durch die Partei um Wolfgang Holzer für etwa zwei Wochen in das gefürchtetste Gefängnis der Stadt Wien, den Kärntner Turm, geworfen. Nach seiner kurzzeitigen Freilassung und der endgültigen Machtübernahme durch Holzer wurde er am 25. September abermals verhaftet und vermutlich gefoltert. Erst elf Wochen später wurde er auf Intervention von Freunden entlassen. Im Jänner 1463 sah er sich gezwungen, aufgrund der politischen Lage ins Exil nach Wiener Neustadt gehen. Nach der Hinrichtung Holzers und dem Tod von Erzherzog Albrecht VI. kehrte er 1465 nach Wien zurück und setzte seine politische Tätigkeiten für diese Stadt fort. Ihm wurde zusammen mit anderen Bürgern auf Betreiben des Kaisers für die erlittene Unbill eine von der Stadt Wien zu bezahlende finanzielle Entschädigung zugesprochen. Anders als sein Stiefsohn Hans Tänhauser, der sein politisches Schicksal in den Jahren 1462–1465 geteilt hatte und seine Ansprüche auf Wiedergutmachung sogar mit Waffengewalt durchzusetzen versuchte, begnügte sich Teschler selbst mit einer weitgehenden Reduzierung der ihm letztlich zuerkannten Entschädigung.
In den letzten Monaten seines Lebens fungierte er sogar als Stadtanwalt des ungarischen Königs Matthias Corvinus, der 1485 die Stadt Wien nach einer langen und harten Belagerung eingenommen hatte.

## Würdigung
Teschler stand Zeit seines Lebens bei den meisten seiner Zeitgenossen in hohem Ansehen. Dies ist z. B. daran zu erkennen, dass er häufig als Vormund für verschiedene Mündel und als Testamentsvollstrecker fungierte. Als Tuchhändler, der aus dem Bodenseegebiet nach Wien zugezogen war, konnte er sich innerhalb kurzer Zeit als allseits geachteter Kaufmann und politisch Tätiger im Raum der Stadt Wien positionieren. Seine Leistungen in kaufmännischen und finanziellen Belangen machten ihn zum gesuchten Ratgeber, einerseits für den jeweiligen Herrscher und andererseits für die Stadt Wien. In den Diensten von diesen bewies Teschler oftmals diplomatisches Geschick. Er gilt als einer der wichtigsten Impulsgeber dafür, dass sich die angeschlagene wirtschaftliche Lage im Herzogtum Österreich in der zweiten Hälfte des 15. Jahrhunderts zu „erholen“ begann.